# Conhello
Conhello, ou Conhelo, est une localité rurale argentine située dans le département de Conhelo, dans la province de La Pampa.

## Démographie
La localité compte 464 habitants (Indec, 2010), soit une augmentation de 16 % par rapport au précédent recensement de 2001 qui comptait 198 habitants.